# Estação Porte d'Italie
Porte d'Italie é uma estação da linha 7 do Metrô de Paris, localizada no 13.º arrondissement de Paris.

## História

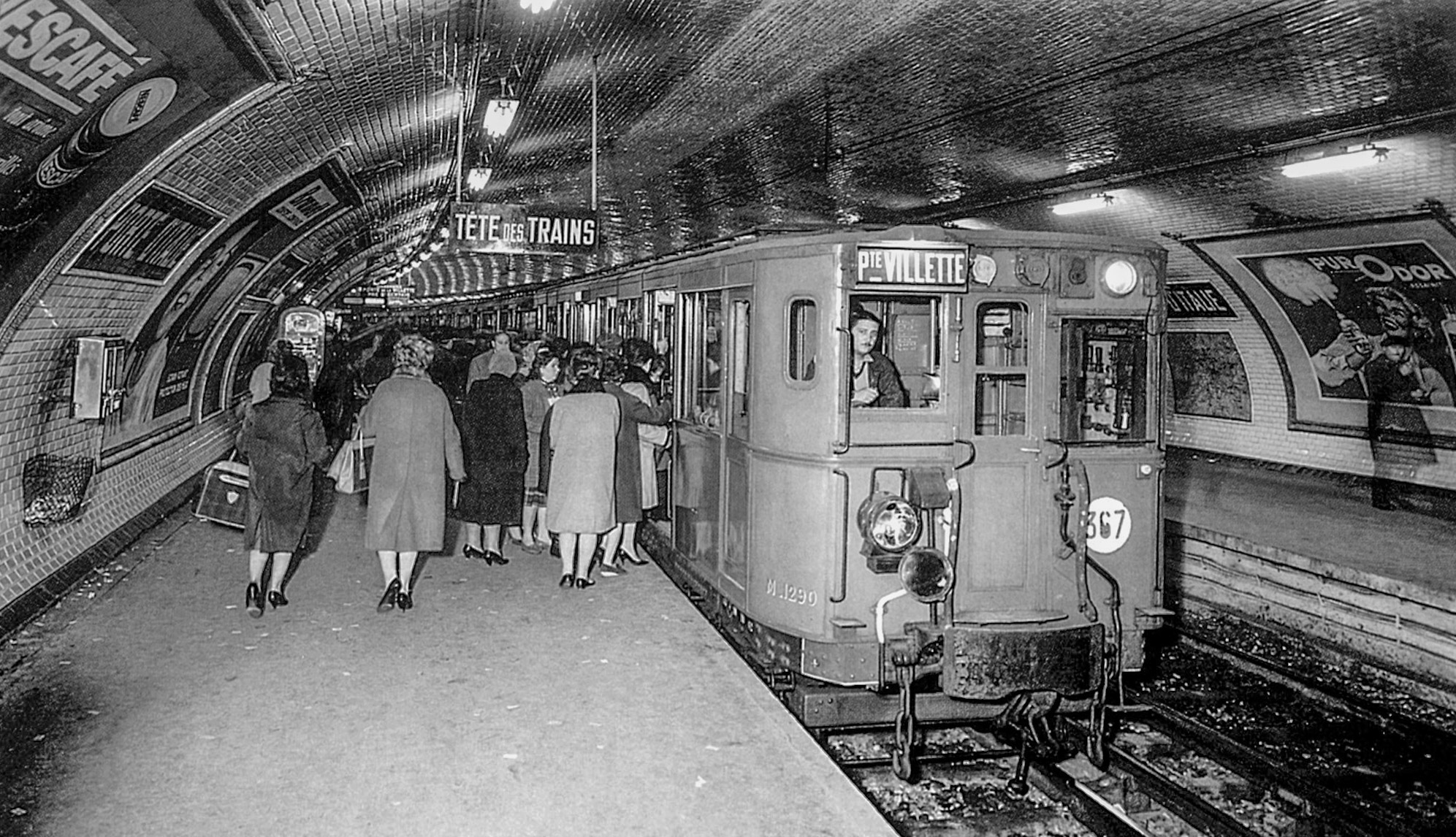
Um trem Sprague-Thomson na estação, por volta de 1930.

A estação foi inaugurada em 7 de março de 1930, durante a extensão da linha 10 até Porte de Choisy. Em 21 de abril de 1931, ela foi integrada à linha 7.
A Porte d'Italie foi uma das portas fortificadas do Muro de Thiers, abrindo sobre a estrada para a Itália (itinerário da estrada nacional 7). A estação se situa no boulevard Masséna, a leste do cruzamento da porte d'Italie. Ele está em uma ligeira curva.
En 2011, 2 562 120 passageiros entraram nesta estação. Ela viu entrar 2 486 263 passageiros em 2013 o que a coloca na 222ª posição das estações de metrô por sua frequência em 302.

## Serviços aos Passageiros

### Acessos
A estação tem vários acessos incluindo duas escadas fixas em frente ao square Hélène-Boucher, duas outras a direita do n° 166 do boulevard Masséna, fazendo a esquina com a avenue d'Italie e um outro face ao n° 190 da avenue d'Italie. Finalmente, uma escada fixa e uma escada rolante na saída direta da plataforma em direção a Mairie d'Ivry levando à esquina da rue Fernand-Widal.

### Plataformas
Porte d'Italie é uma estação em ligeira curva de configuração padrão: ela possui duas plataformas laterais, separadas pelas vias do metrô e a abóbada é elíptica. A decoração é do estilo usado pela maioria das estações de metrô: a faixa de iluminação é branca e arredondada no estilo "Gaudin" da renovação do metrô da década de 2000, e as telhas em cerâmica brancas biseladas recobrem os pés-direitos, a abóbada e os tímpanos. Os quadros publicitários são em faiança da cor de mel e o nome da estação é também em faiança no estilo da CMP de origem. Os assentos são do estilo "Motte" de cor vermelha.

### Intermodalidade

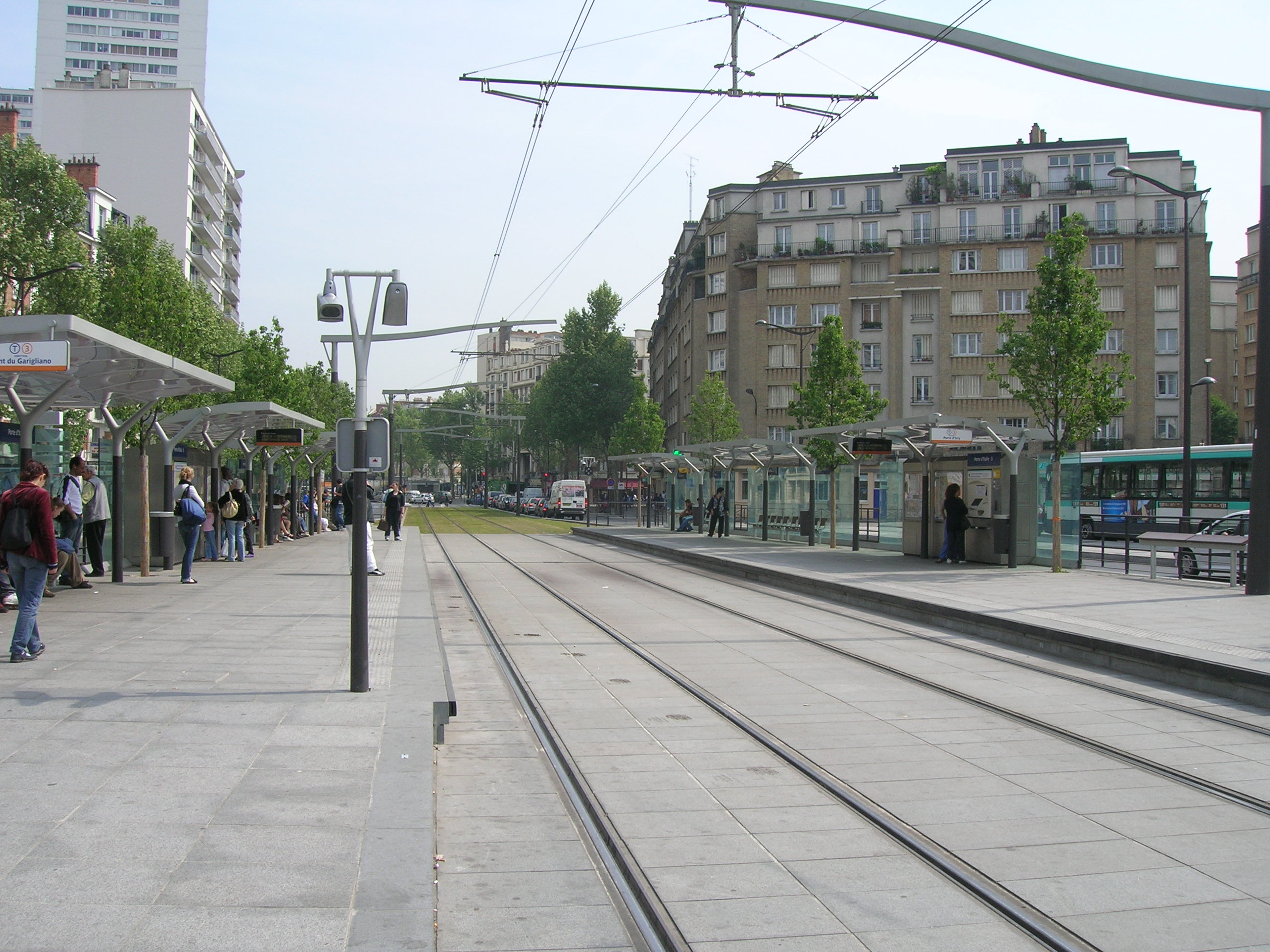
A estação do tramway T3.

Desde 16 de dezembro de 2006, a estação é servida pela linha de tramway T3 renomeada T3a em 15 de dezembro de 2012. A estação de tramway está situada no eixo do boulevard Masséna. Ela é composta de duas plataformas laterais vis-à-vis.
A estação é também servida pelas linhas 47, 131, 184, 185 e 186 da rede de ônibus RATP, e, à noite, pelas linhas N15 e N22 da rede Noctilien.

## Pontos turísticos
- A Porte d'Italie é uma porta de entrada para o Bairro asiático de Paris do 13.º arrondissement.